# Tréhorenteuc
Tréhorenteuc [tʁeɔʁɑ̃tœk] est une commune française située dans le département du Morbihan, en région Bretagne et à la limite avec l'Ille-et-Vilaine.
Avec à peine plus de 100 habitants, c'est la deuxième plus petite commune de son département. Terre d'agriculture, Tréhorenteuc subit un important exode rural au cours du XXe siècle, mais aussi un fort accroissement de sa fréquentation touristique grâce à la légende arthurienne. Après 1942, l'abbé Gillard restaure l'église communale qui se fait connaître sous le nom de « chapelle du Graal », et fait visiter le Val sans retour (situé en Paimpont).
En 1996, la commune a obtenu le Label « Communes du Patrimoine Rural de Bretagne » la richesse de son patrimoine architectural et paysager[réf. nécessaire].
Elle est la seule ville à rendre un culte à sainte Onenne

## Géographie

### Situation
| Néant-sur-Yvel |              |                          |
|                | Tréhorenteuc | Paimpont Ille-et-Vilaine |
| Loyat          | Campénéac    |                          |

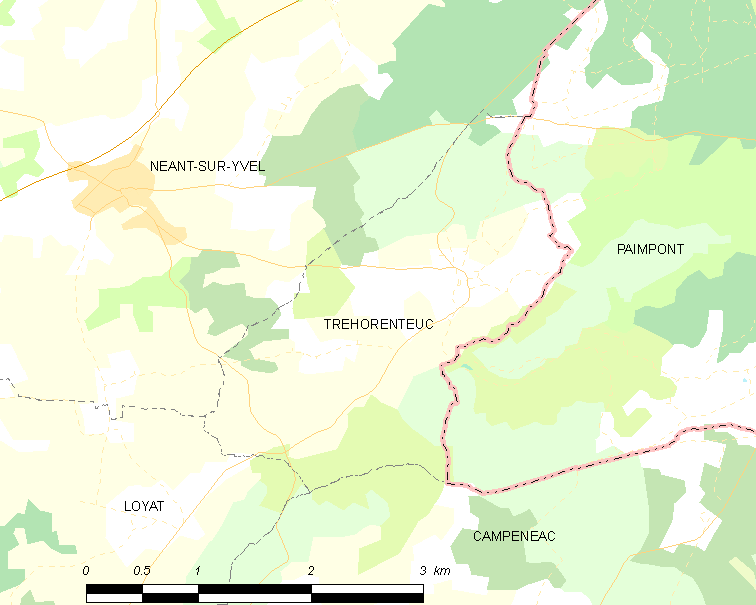
Carte de Tréhorenteuc et des communes avoisinantes.

La commune de Tréhorenteuc s'étend sur 542 hectares, pour une altitude de 92 mètres au niveau du bourg. Elle touche la forêt de Paimpont, assimilée à la légendaire forêt de Brocéliande. La proximité d'un site populaire de cette forêt, le Val sans Retour (qui doit son nom à la fée Morgane), en a fait une destination touristique prisée.

### Relief et hydrographie

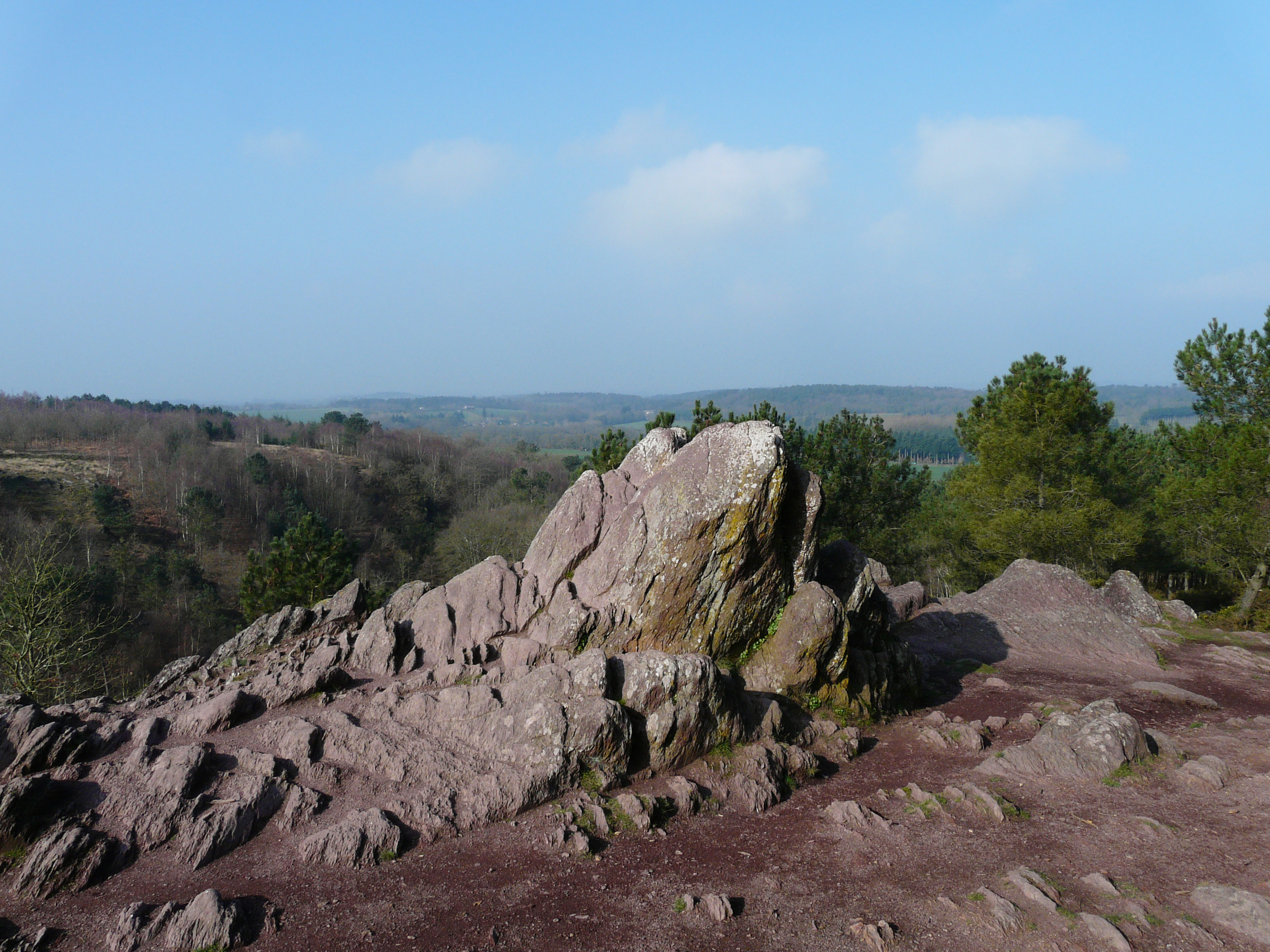
Affleurement de schiste rouge au Val sans retour.

Tréhorenteuc est entourée de landes et des collines du Val sans retour, dont les plus élevées culminent à 240 et 256 mètres. Les pierres de schiste rouge typique de cette région de Bretagne s'y trouvent en abondance, particulièrement à la carrière située au lieu-dit la Troche.

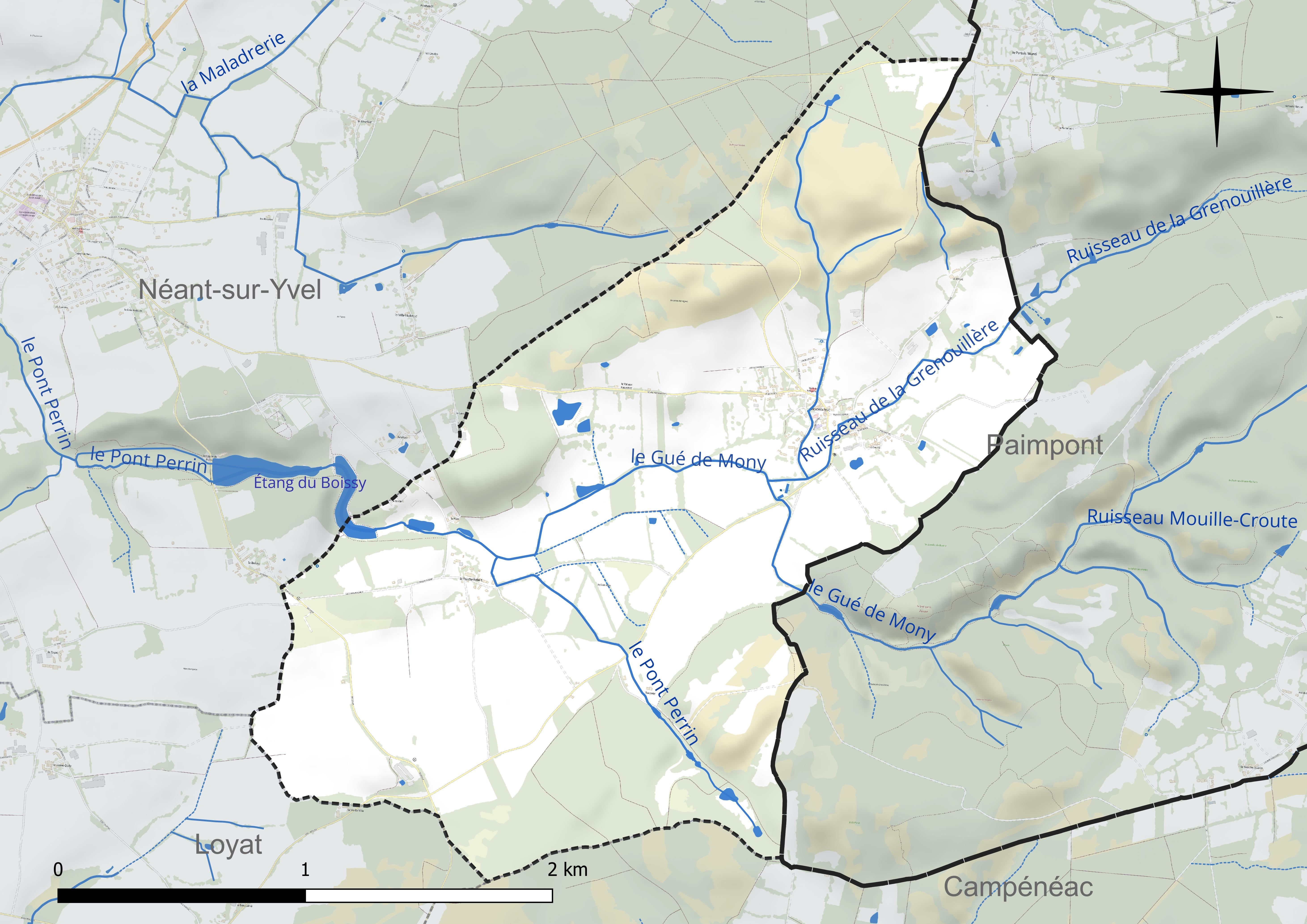
Carte du réseau hydrographique de Tréhorenteuc.

Trois ruisseaux traversent la commune. La Grenouillère et le Rauco proviennent de la forêt de Paimpont, le ruisseau des Rouliers prend source à Pertuis-Néanty. Ils se rejoignent près de la commune et se jettent plus loin dans l'Yvel, à hauteur de Néant-sur-Yvel.

### Quartiers et lieux-dits
La commune, qui a totalement conservé  son caractère rural, compte plusieurs quartiers : le Pâtis, les Ruées, le Gué Ronçin, les Vignes, Gautro et Rue neuve, ainsi que le village la Touche-Robert, et des hameaux ou lieux-dits qui en dépendent : Trébotu, la Troche, le Terrier, le Val aux Fauvettes, la Tenue, le Champ au Mur, Bellevue et le Mazerin.

### Hydrographie
Pour un article plus général, voir Réseau hydrographique du Morbihan.
La commune est située dans le bassin Loire-Bretagne. Elle est drainée par le Pont Perrin, le Gué de Mony, le ruisseau de la Grenouillère et divers autres petits cours d'eau,.

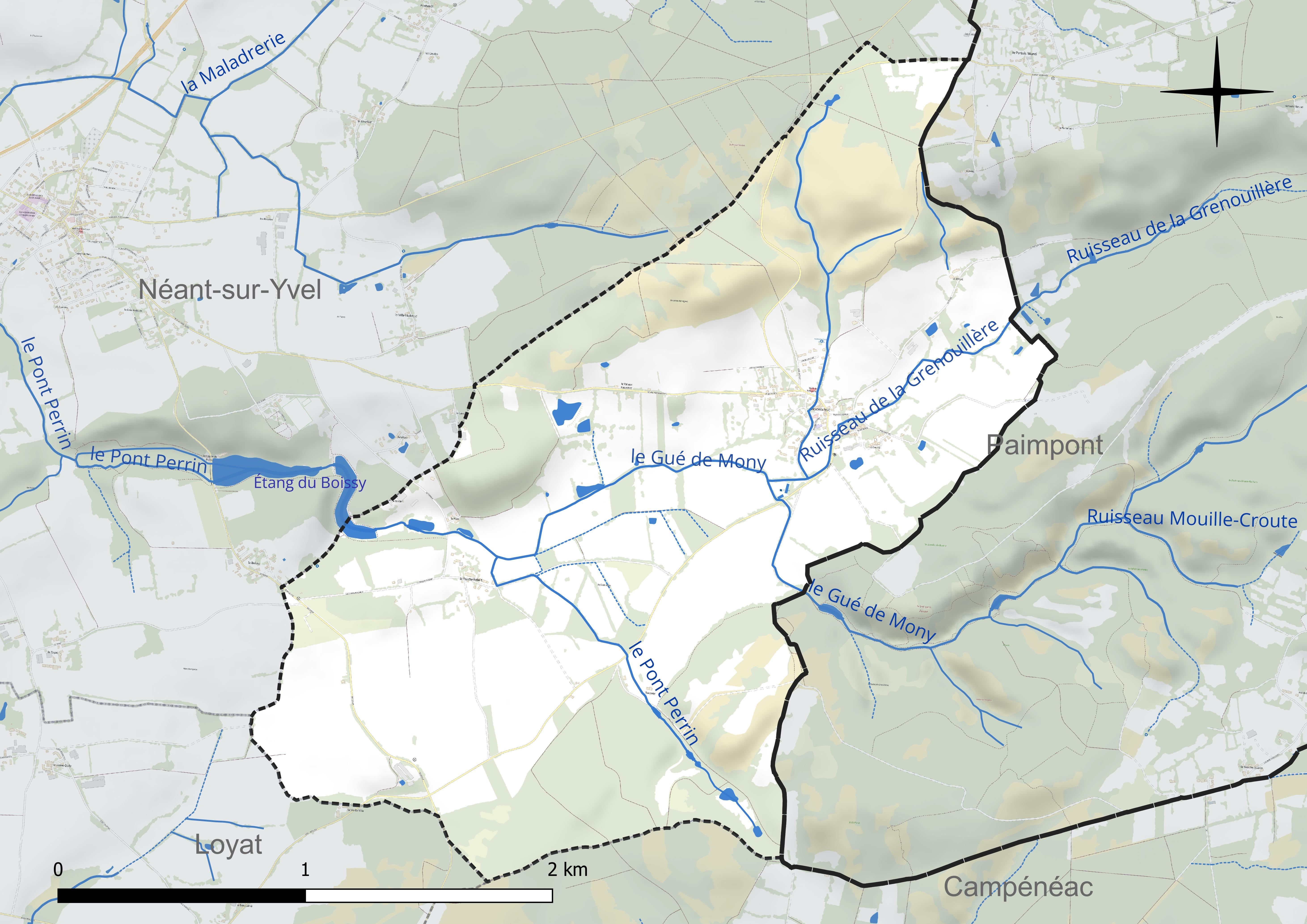
Réseau hydrographique de Tréhorenteuc.

### Climat
Pour des articles plus généraux, voir Climat de la Bretagne et Climat du Morbihan.
En 2010, le climat de la commune est de type climat océanique franc, selon une étude du CNRS s'appuyant sur une série de données couvrant la période 1971-2000. En 2020, Météo-France publie une typologie des climats de la France métropolitaine dans laquelle la commune est exposée à un climat océanique et est dans la région climatique  Bretagne orientale et méridionale, Pays nantais, Vendée, caractérisée par une faible pluviométrie en été et une bonne insolation. Parallèlement l'observatoire de l'environnement en Bretagne publie en 2020 un zonage climatique de la région Bretagne, s'appuyant sur des données de Météo-France de 2009. La commune est, selon ce zonage, dans la zone « Intérieur Est », avec des hivers frais, des étés chauds et des pluies modérées.
Pour la période 1971-2000, la température annuelle moyenne est de 11,2 °C, avec une amplitude thermique annuelle de 12,7 °C. Le cumul annuel moyen de précipitations est de 827 mm, avec 13 jours de précipitations en janvier et 6,5 jours en juillet. Pour la période 1991-2020, la température moyenne annuelle observée sur la station météorologique la plus proche, située sur la commune de Ploërmel à 12 km à vol d'oiseau, est de 12,0 °C et le cumul annuel moyen de précipitations est de 767,2 mm,. Pour l'avenir, les paramètres climatiques de la commune estimés pour 2050 selon différents scénarios d'émission de gaz à effet de serre sont consultables sur un site dédié publié par Météo-France en novembre 2022.

### Transports
Située à l'écart des grands axes de circulation, Tréhorenteuc est desservi par la D141 qui vient côté ouest de Ploërmel et se dirige côté  est vers Concoret et par la D154 qui vient de Néant-sur-Yvel.

## Urbanisme

### Typologie
Au 1er janvier 2024, Tréhorenteuc est catégorisée commune rurale à habitat dispersé, selon la nouvelle grille communale de densité à sept niveaux définie par l'Insee en 2022.
Elle est située hors unité urbaine. Par ailleurs la commune fait partie de l'aire d'attraction de Ploërmel, dont elle est une commune de la couronne,. Cette aire, qui regroupe 19 communes, est catégorisée dans les aires de moins de 50 000 habitants,.

### Occupation des sols
L'occupation des sols de la commune, telle qu'elle ressort de la base de données européenne d’occupation biophysique des sols Corine Land Cover (CLC), est marquée par l'importance des territoires agricoles (62 % en 2018), une proportion sensiblement équivalente à celle de 1990 (61,8 %). La répartition détaillée en 2018 est la suivante : 
terres arables (38,2 %), milieux à végétation arbustive et/ou herbacée (22,7 %), forêts (15,3 %), prairies (14,5 %), zones agricoles hétérogènes (9,3 %). L'évolution de l’occupation des sols de la commune et de ses infrastructures peut être observée sur les différentes représentations cartographiques du territoire : la carte de Cassini (XVIIIe siècle), la carte d'état-major (1820-1866) et les cartes ou photos aériennes de l'IGN pour la période actuelle (1950 à aujourd'hui).

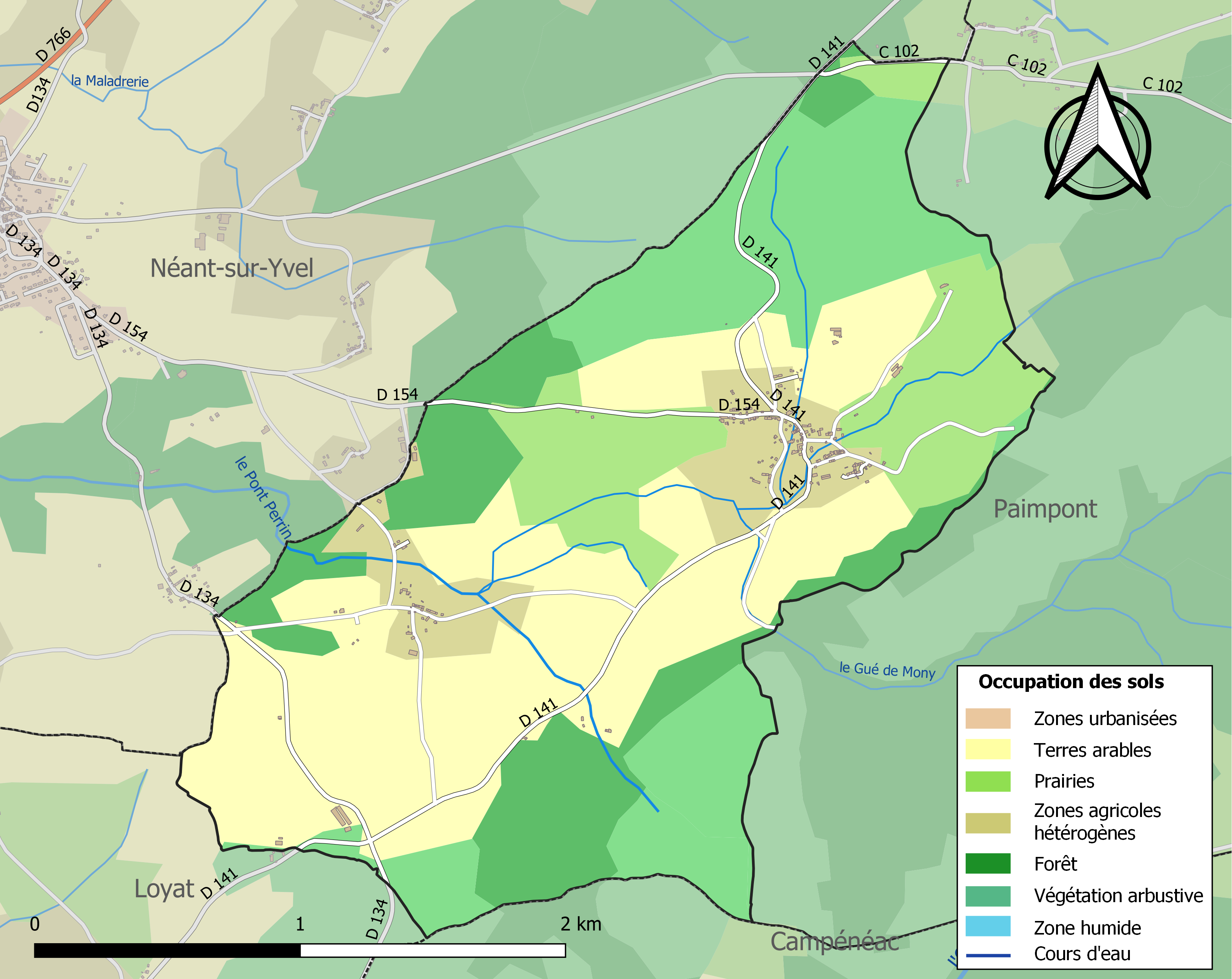
Carte des infrastructures et de l'occupation des sols de la commune en 2018 (CLC).

## Toponymie
Le nom de la commune est attesté sous la forme Trehorentuc en 1330, Tregaranteuc et Treharanteuc en 1444.
Le nom de Tréhorenteuc est un toponyme d'origine britonnique : les noms en « Tré » désignent des exploitations agricoles en vieux breton. Leurs sens a par la suite évolué pour désigner une subdivision paroissiale. Le nom signifierait « pays de la charité ». D'après Jacky Ealet, la commune est historiquement connue sous un autre nom, « Trégarantec », qui signifierait « l'habitation aimable ».
En gallo, langue parlée historiquement sur le territoire de la commune, le nom est Téurhenteu. La forme bretonne proposée par l'Office public de la langue bretonne est Trec'horanteg.

## Histoire
L'occupation du territoire de Tréhorenteuc remonte du Néolithique à l'âge du bronze, comme en témoignent les monuments mégalithiques des environs. Une église aurait été fondée au VIIe siècle, pour concurrencer le centre druidique de la Butte-aux-Tombes. La commune reste très longtemps rurale : elle ne possède aucune route en macadam jusque dans les années 1950, et si l'électrification du bourg central est décidée le 26 mai 1929, il faut attendre 1942 pour que les finances communales permettent aux habitants d'avoir l'électricité chez eux.

### Préhistoire
Au sommet d'un mamelon dénommé "Butte des tombes" existaient les vestiges de 3 tumuli, dont l'un était surmonté d'un petit menhir écrit Louis Rosenzweig en 1863 ; Camille Mellinet indiquait en 1826 la présence d'un menhir sur chacune des trois tombelles.

### Moyen-Âge
Dans le champ des Mazeries, à un demi-kilomètre au nord du bourg, on trouve de nombreux fragments de briques. « Suivant la tradition ce serait l'emplacement du château de sainte Onenne ».
Un prieuré dépendant de l'abbaye de Paimpont est créé à Tréhorenteuc en 1191, mais la "Charte des usements de la forêt de Brécilien", rédigée en 1464, ne cite pas Tréhorenteuc. Le prieur était aussi curé de Tréhorenteuc, car il s'agissait d'un prieuré-cure.
La seigneurie du Bois de la Roche (en Néant) étendait sa juridiction sur les paroisses de Néant, Campénéac, Guilliers, Mauron, Saint-Brieuc-de-Mauron et Tréhorenteuc, dont les châtelains du Bois de la Roche étaient fondateurs et prééminenciers. Elle avait droit de haute justice, avec auditoire, prisons, cep et collier, fourches patibulaires à 4 piliers, four à ban et halles, de quintaine ou de soule, qui se couraient chaque année dans la grande cour du château et aux bourgs de Néant, de Saint-Brieuc-de-Mauron et de Tréhorenteuc.

### Temps modernes

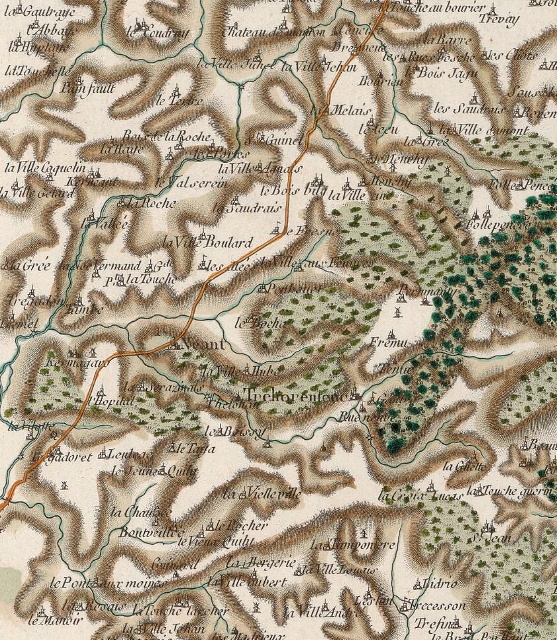
Carte de Cassini des paroisses de Néant et Tréhorenteuc (1785).

Jean-Baptiste Ogée décrit ainsi Tréhorenteuc en 1778 :

« Tréhorenteuc ; dans un fond, à 16 lieues au sud-sud-ouest de Saint-Malo, son évêché ; à 9 lieues ½ de Rennes et à 3 lieues de Plélan, sa subdélégation. Cette paroisse ressortit à Ploërmel et compte 600 communiants : la cure est présentée par l'abbé de Paimpont.Le territoire, couvert d'arbres et de buissons, est occupé par la forêt de Paimpont, des terres en labour et des landes. Les habitants font du cidre. »

### LeXIXesiècle
Le baron Aymé-Rodolphe-Marie du Taya (1783-1850), auteur de Brocéliande, ses chevaliers et quelques légendes, livre paru en 1839, fut un fervent défenseur d’une localisation de la forêt légendaire de Brocéliande dans l'actuelle Forêt de Paimpont. Il fit construire le manoir du Taya en Néant, puis acheta celui de Rue Neuve à Tréhorenteuc en 1825 et en demeura le propriétaire jusqu’en 1847.
A. Marteville et P. Varin, continuateurs d'Ogée, décrivent ainsi Tréhorenteuc en 1853 :

« Tréhorenteuc :commune formée de l'ancienne paroisse de ce nom ; aujourd'hui succursale. (..) Principaux villages : Trebotec, Robert. Le territoire de Tréhorenteuc est coupé de vallons et de coteaux qui en font un véritable labyrinthe. Situé à l'extrémité sud-ouest de la forêt de Paimpont, peut-être inspirera-t-il aux poètes l'idée du « Val sans retour ». Au nord de l'église, nous dit l'abbé Oresve, à un demi-kilomètre environ, sont, sur la pente d'un coteau, les ruines d'un vieux château. Beaucoup de briques à crochets, et d'une grande dimension, gisent çà et là sur le sol. Ces briques cependant ne sont pas romaines. Le château qu'elles aidèrent à construire appartint à Ouenna, fille de Hoël III et de Pritelle, fille d'Ausoch. À cent pas de cet endroit est une fontaine creusée en long, surmontée d'une croix de granite, et à laquelle on va en pèlerinage pour invoquer sainte Ouenna.  Dans l'église deux statues représentent la vierge royale ; l'une la représente couchée, et mourant d'hydropisie, ce qui explique pourquoi dans le pays on l'invoque contre cette maladie. Géologie : schiste argileux. On parle le français [en fait le gallo]. »

En 1882 la commune de Tréhorenteuc, une des plus petites du département, ne possédait ni mairie ni école, « le bâtiment affecté à ce double service n'est nullement convenable » écrit le préfet. La municipalité décide la construction d'une mairie-école et demande le secours financier du département, qui lui est accordé.
Adolphe Orain écrit qu'en raison d'une vieille statue en bois de sainte Onenna (sainte Onenne) représentée couchée car atteinte dhydropisie. Les personnes affectées  de cette maladie, qu'on appelle enfle dans le pays, viennent de loin en pèlerinage à sainte Onenna.

### LeXXesiècle

#### La Belle Époque

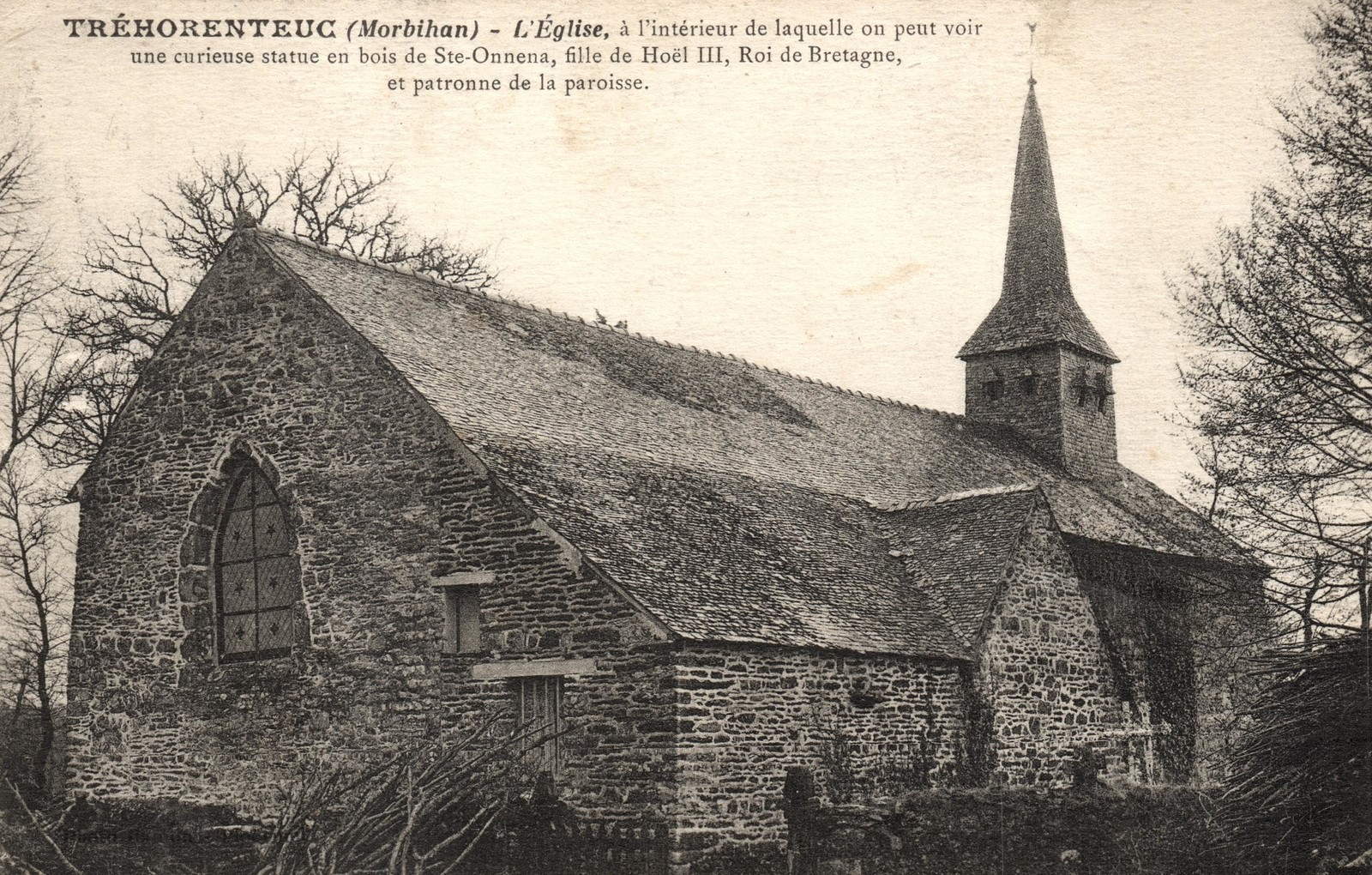
L'église de Tréhorenteuc au début du XXe siècle (carte postale).

En décembre 1907 Mgr Gouraud, évêque de Vannes, suspendit l'exercice du culte catholique dans la paroisse de Tréhorenteuc, arguant du loyer jugé  par lui trop élevé demandé par la municipalité pour la location du presbytère et le refus des paroissiens de participer suffisamment au traitement du recteur. Il écrit en janvier 1908 : « La suspension du culte ne durera d'ailleurs que jusqu'au jour où les paroissiens comprendront leur devoir ». Tréhorenteuc ne resta finalement qu'un mois sans recteur, mais la personne qui avait les clefs de l'église en profita pour dérober un certain nombre d'articles religieux.
Un décret du président de la République en date du 27 février 1911 attribue à la commune de Tréhorenteuc « à défaut de bureau de bienfaisance, les biens ayant appartenu à la fabrique de l'église de Tréhorenteuc et actuellement placés sous séquestre ».
Adolphe Orain écrit qu'en raison de la présence dans l'église paroissiale d'une vieille statue en bois représentant sainte Onenna [Onenna] couchée sur le dos car atteinte d'hydropisie, « les personnes atteintes de cette maladie, qu'on appelle enfle dans le pays, viennent de très loin en pèlerinage à Sainte Onenna.

#### La Première Guerre mondiale
Le monument aux morts de Tréhorenteuc porte les noms de 14 soldats morts pour la France pendant la Première Guerre mondiale ; parmi eux Joseph Coudé est mort en Belgique à Arsimont dès le 22 août 1914 ; Léon Poirier est mort en captivité en Allemagne en 1917 ; tous les autres sont morts sur le sol français (dont Pierre Ecorchard, décédé à Tréhorenteuc de maladie contractée en service après l'armistice).

#### L'Entre-deux-guerres
À l'occasion d'un meurtre survenu à Tréhorenteuc, l'envoyé spécial du journal L'Ouest-Éclair décrit ainsi la commune en 1934 : « C'est un village bien étrange que ce petit pays : c'est une sorte de commune autonome dont les habitants n'aiment pas les étrangers ; leurs querelles se vident sans témoins, en petit comité, et le bruit des disputes ne transpire pas à l'extérieur. Jamais, à la gendarmerie de Mauron, distante de 11 kilomètres, on ne reçoit de plaintes ; on ne tient guère dans le pays à voir les représentants de l'autorité, sauf dans les cas très graves ».
En 1934 Mathilde Alanic publie en feuilleton un roman "Étoiles dans la nuit" dans lequel elle décrit le bourg de Tréhorenteuc :

« La route a zigzagué jusqu'ici entre les champs de blé, d'orge et de sarrasin, mais les abords du chemin plus encaissés changent de caractère. (..) Des terres arides où affleure le schiste entre des touffes maigres de genêts et d'ajoncs. La lande se poursuit jusqu'à l'amas désordonné de masures sordides qui forment le village de Tréhorenteuc. Sous les chaumes rouillés qui encapuchonnent les murailles de pierres frustes, le jour entre seulement par d'étroites meurtrières, à peu près bloquées par des tas de fumier. Une imposante mare de purin décore le centre du hameau et, près de là s'élève, craintive, l'indigente petite église que précède un étroit cimetière (..). Mais le modeste sanctuaire possède une rareté archéologique (.;):il s'agit d'une bannière, pieux hommage de  duchesse Anne à sainte Onena. (..) Et l'on relance le recteur dans le presbytère délabré qui crie misère par les crevasses de ses murs, les planches disjointes qui servent de clôture entre des piliers croulants, la cour encombrée de volailles piallantes, misère qui s'atteste encore par la tenue minable de la servante décrépite et la soutane rousse et rapiécée du maître. »

L'église de Tréhorenteuc est ainsi décrite en 1937 : « Autour de la vieille église tourne un chemin creux, de vieux arbres, un vieil if. L'intérieur est rempli de ces laides et touchantes statues de saints, que la sulpicerie chasse, ce qui est un désastre artistique et historique. Il y a aussi une balle bannière de sainte Onenne, précieuse parmi les plus précieuses ».

#### La Seconde Guerre mondiale
Le monument aux morts de Tréhorenteuc porte les noms de 2 personnes mortes pour la France pendant la Seconde Guerre mondiale : Joseph Thébaud et Joseph Marchand.
Des prisonniers de guerre allemands du camp n°24 de Paimpont, hébergés à Pertuis-Néanty et Tréhorenteuc, ont participé aux travaux de construction de la nouvelle église entre février et avril 1945. L'abbé Gillard  écrit : «Il y a eu un Kommando de prisonniers allemands à Perthuy-Néanty, et un autre à Tréhorenteuc. Les prisonniers de guerre ont toujours trouvé au presbytère l’accueil le plus sympathique. Et aussi bien les aumôniers, Vesper et autres, s’y sont-ils faits héberger plus d’une fois ».

#### L'Après Seconde Guerre mondiale
Félix Morin est mort pour la France pendant la Guerre d'Algérie.
Le 29 juillet 1951 le Gorsedd des bardes organisa une grande fête à Tréhorenteuc : « Dom Alexis Presse célèbrera la messe pour les défunts des différents bardes. Le sermon sera donné en gallois. Puis le défilé, avec chants et danses celtes, mènera les assistants jusqu'au moulin de la vallée. Là, à l'intérieur d'un cromlec'h, les druides renouvelleront, à titre historique, les rites de leurs ancêtres, en particulier la cueillette du gui et l'admission de nouveaux membres au collège des druides ». Le journal Le Figaro du 31 juillet 1950 publie un récit du déroulement de ce Gorsedd
Une réserve communale de sécurité civile, "Les casquettes rouges" (qui assemble des bénévoles 
de Campénéac, Concoret, Loyat, Néant-sur-Yvel, Paimpont et Tréhorenteuc) a été créée après les incendies de 1990 pour la protection du massif de Brocéliande par Paul Anselin, alors maire de Campénéac.

#### Construction de l'économie touristique

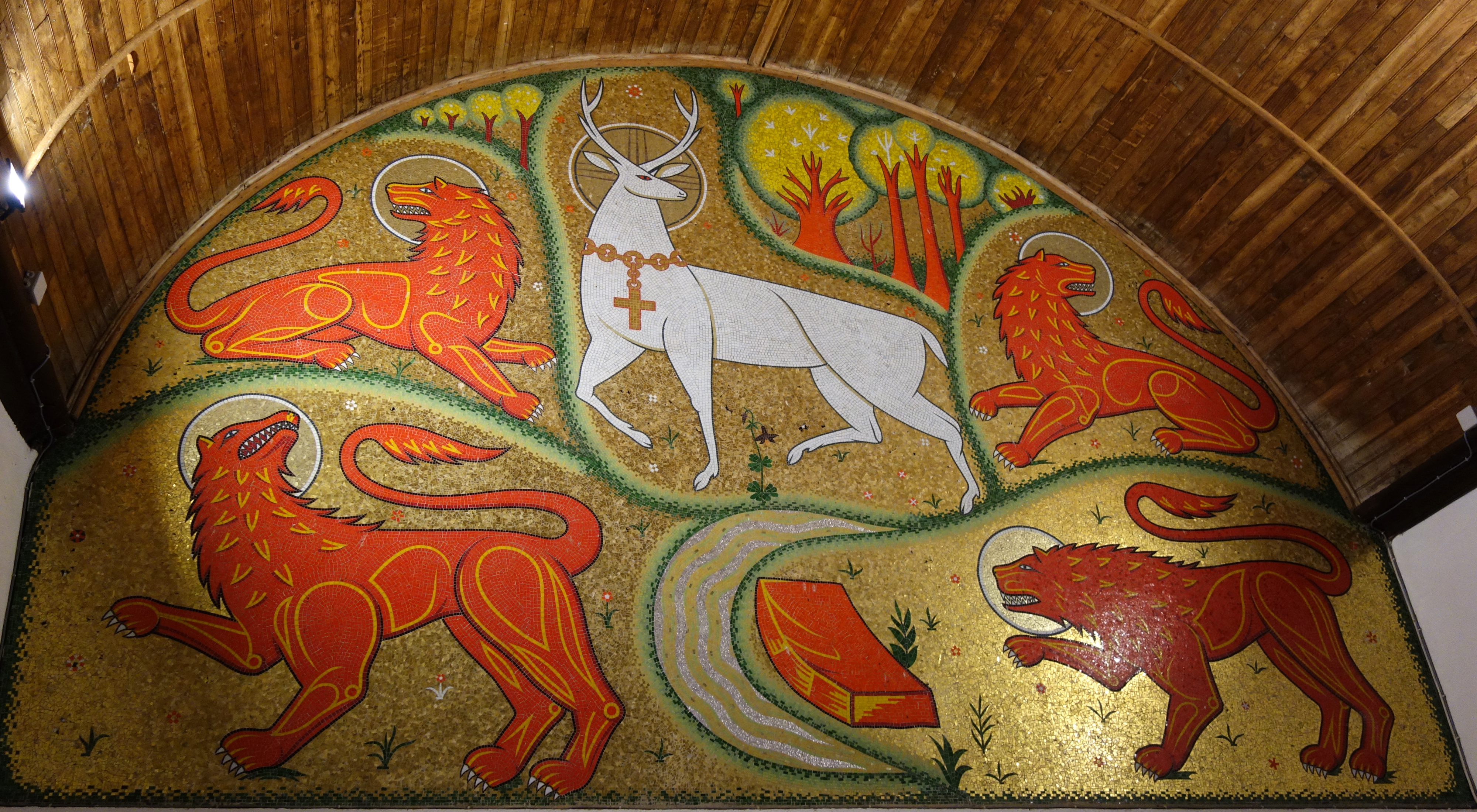
La grande mosaïque de l'Église Sainte-Onenne de Tréhorenteuc

Après les années 1940, l'histoire de Tréhorenteuc se mêle à la légende arthurienne. Par son action, l'abbé Gillard popularise la mystique du Val sans retour, notamment à travers sa célèbre expression « la porte est en dedans ». Percevant la beauté du lieu et le potentiel de la légende arthurienne christianisée, dès 1943, il fait éditer à ses frais de petits guides de visite aux « éditions du Val ». Son sens de la communication et sa personnalité construisent la notoriété de ce petit village, qui attire dès lors des visiteurs depuis toute la France. L'abbé Gillard assiste dans le même temps au déclin de l'économie agricole et à un exode rural massif. En favorisant le tourisme, il permet à la commune de trouver de nouveaux débouchés. Moins qu'un lieu de culte, l'église Sainte-Onenne devient un centre culturel, « faute d'habitants », où l'on peut aujourd'hui admirer une belle mosaïque, le « Cerf blanc » réalisée en 1955 par Jean Delpech d'après un dessin d'Odorico, et un grand vitrail présentant des éléments majeurs de la légende arthurienne.
Dans les années 1970 et 1980, plusieurs actions de valorisation du patrimoine sont menées dans ce sens. La création de l'"Association de sauvegarde du Val sans retour", en 1979, vise à nettoyer les abords du village pour éloigner les risques d'incendie. En 1990 est érigé l'Arbre d'Or à l'entrée du Val sans retour. En 2000, la mairie est rénovée et une salle des fêtes est créée dans l'ancienne école.
Une statue en bronze de l’abbé Gillard a été placée le 27 juin 1999 devant l’église du Graal à Tréhorenteuc ; elle a été volée le 19 mai 2021.

## Politique et administration
Située dans le département du Morbihan en région Bretagne, Tréhorenteuc se rattache au canton de Mauron et à l'arrondissement de Vannes. Un tiers de sa limite communale forme une frontière avec le département voisin d'Ille-et-Vilaine
.
Tréhorenteuc vote traditionnellement très à gauche pour une commune rurale (68,5 % des voix en moyenne aux diverses élections entre 1946 et 1991), ayant même un maire communiste à la Libération.
| Période     | Période                   | Identité             | Étiquette     | Qualité                                                             |
| ----------- | ------------------------- | -------------------- | ------------- | ------------------------------------------------------------------- |
| 1793        | 1796                      | André René Motte     |               | Laboureur.                                                          |
| 1796        | 1811                      | Joseph Jarnigon      |               |                                                                     |
| 1811        | 1811                      | Le Borgne            |               |                                                                     |
| 1811        | 1815                      | Augustin Lagrée      |               | Marchand. Gendre d'André René Motte, premier maire de Tréhorenteuc. |
| 1815        | 1835                      | Pierre Petremoule    |               | Laboureur.                                                          |
| 1835        | 1838                      | Joseph Morin         |               | Laboureur.                                                          |
| 1838        | 1852                      | Joseph Mouraux       |               | Laboureur.                                                          |
| 1852        | 1861                      | François Davoine     |               | Cultivateur.                                                        |
| 1861        | 1883                      | Joseph Morin         |               | Déjà maire entre 1815 et 1838.                                      |
| 1884        |                           | Mathurin Goron       |               | Cultivateur.                                                        |
| avant 1892  | 1900                      | Jean-Marie Perruchot |               | Cultivateur.                                                        |
| 1900        | 1906                      | Yves Marie Coudé     |               | Cultivateur.                                                        |
| 1907        | après 1912                | François Jallu       |               | Cultivateur.                                                        |
| avant 1935  | après 1935                | Gérardin             |               |                                                                     |
|             |                           |                      |               |                                                                     |
| avant 1988  | 23 mai 2020               | Michel Jallu         | Apparenté PCF |                                                                     |
| 23 mai 2020 | En cours (au 30 mai 2020) | Michel Gortais       |               | 2e adjoint de son prédécesseur                                      |

## Population et société

### Démographie
L'évolution du nombre d'habitants est connue à travers les recensements de la population effectués dans la commune depuis 1793. Pour les communes de moins de 10 000 habitants, une enquête de recensement portant sur toute la population est réalisée tous les cinq ans, les populations de référence des années intermédiaires étant quant à elles estimées par interpolation ou extrapolation. Pour la commune, le premier recensement exhaustif entrant dans le cadre du nouveau dispositif a été réalisé en 2005.

En 2022, la commune comptait 112 habitants, en évolution de −5,88 % par rapport à 2016 (Morbihan : +3,82 %, France hors Mayotte : +2,11 %).
| 1793 | 1800 | 1806 | 1821 | 1831 | 1836 | 1841 | 1846 | 1851 |
| ---- | ---- | ---- | ---- | ---- | ---- | ---- | ---- | ---- |
| 150  | 201  | 234  | 240  | 232  | 256  | 265  | 278  | 239  |

| 1856 | 1861 | 1866 | 1872 | 1876 | 1881 | 1886 | 1891 | 1896 |
| ---- | ---- | ---- | ---- | ---- | ---- | ---- | ---- | ---- |
| 212  | 219  | 232  | 217  | 211  | 226  | 230  | 244  | 245  |

| 1901 | 1906 | 1911 | 1921 | 1926 | 1931 | 1936 | 1946 | 1954 |
| ---- | ---- | ---- | ---- | ---- | ---- | ---- | ---- | ---- |
| 241  | 227  | 218  | 230  | 231  | 215  | 189  | 188  | 162  |

| 1962 | 1968 | 1975 | 1982 | 1990 | 1999 | 2005 | 2006 | 2010 |
| ---- | ---- | ---- | ---- | ---- | ---- | ---- | ---- | ---- |
| 157  | 142  | 110  | 109  | 126  | 117  | 112  | 110  | 110  |

| 2015 | 2020 | 2022 | - | - | - | - | - | - |
| ---- | ---- | ---- | - | - | - | - | - | - |
| 117  | 113  | 112  | - | - | - | - | - | - |

C'est la commune la moins peuplée du Morbihan, avec 112 habitants recensés en 2005. Comme l'explique Jacky Ealet, la fréquentation touristique a augmenté avec le lien de la commune à la légende arthurienne, tandis que les usages agricoles ont reculé et avec eux, le nombre des habitants.

### Enseignement
La commune a longtemps disposé d'un établissement scolaire, installé le 12 aout 1796 dans le presbytère. Malgré la pénurie d'enseignants, il se maintient et passe même par un déménagement dans un bâtiment mixte, construit en 1882 pour servir à la fois d'école et de mairie. L'exode rural et le désenclavement de la commune ont finalement entraîné la fermeture de l'école primaire en 1986, alors qu'il ne reste plus que 7 enfants scolarisés. Ces enfants suivent désormais l'enseignement primaire dans la commune voisine de Néant-sur-Yvel.

### Santé
Il n'existe aucun médecin généraliste et aucune pharmacie à Tréhorenteuc, les plus proches se trouvant dans les villages voisins de Néant-sur-Yvel et Campénéac.

## Économie
La commune est essentiellement tournée vers le tourisme ; elle possède notamment un office de tourisme qui dessert tout le canton et plusieurs gîtes ruraux. Une halle d'accueil est destinée à recevoir les visiteurs, et l'ancien presbytère est aménagé pour recevoir des randonneurs. Toute l'année, de nombreux groupes scolaires et des autocaristes sont de passage.

## Culture et patrimoine

### Lieux et monuments

#### Manoir des Rues-Neuves

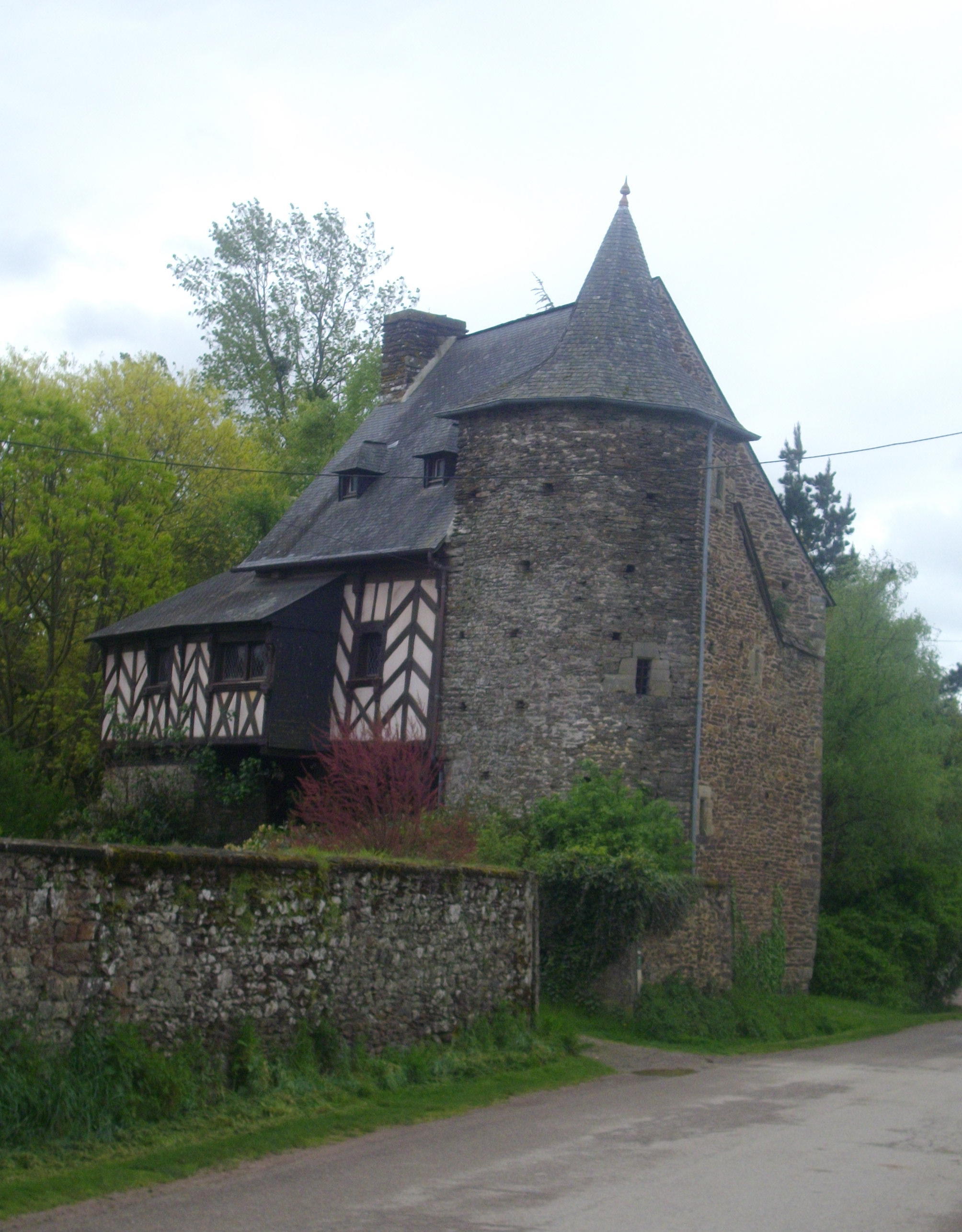
Le manoir des Rues-Neuves.

Le manoir des Rues-Neuves ou château de Gerwan dont on peut associer le nom à celui d'un prince breton du IXe siècle. Restauré depuis son inscription au titre des monuments historiques, ce manoir est lié à plusieurs légendes de la forêt de Brocéliande et a servi de décor pour un téléfilm avec Jean Markale. 
Ce bâtiment présente une double porte charretière et piétonne. Il est aussi accosté d’une tourelle d’escalier polygonale. Une loggia donne accès à la cour. Dans cette cour, une belle porte moulurée du XVIe siècle se mélange parmi les bâtiments de la ferme.

#### Jardin aux Moines

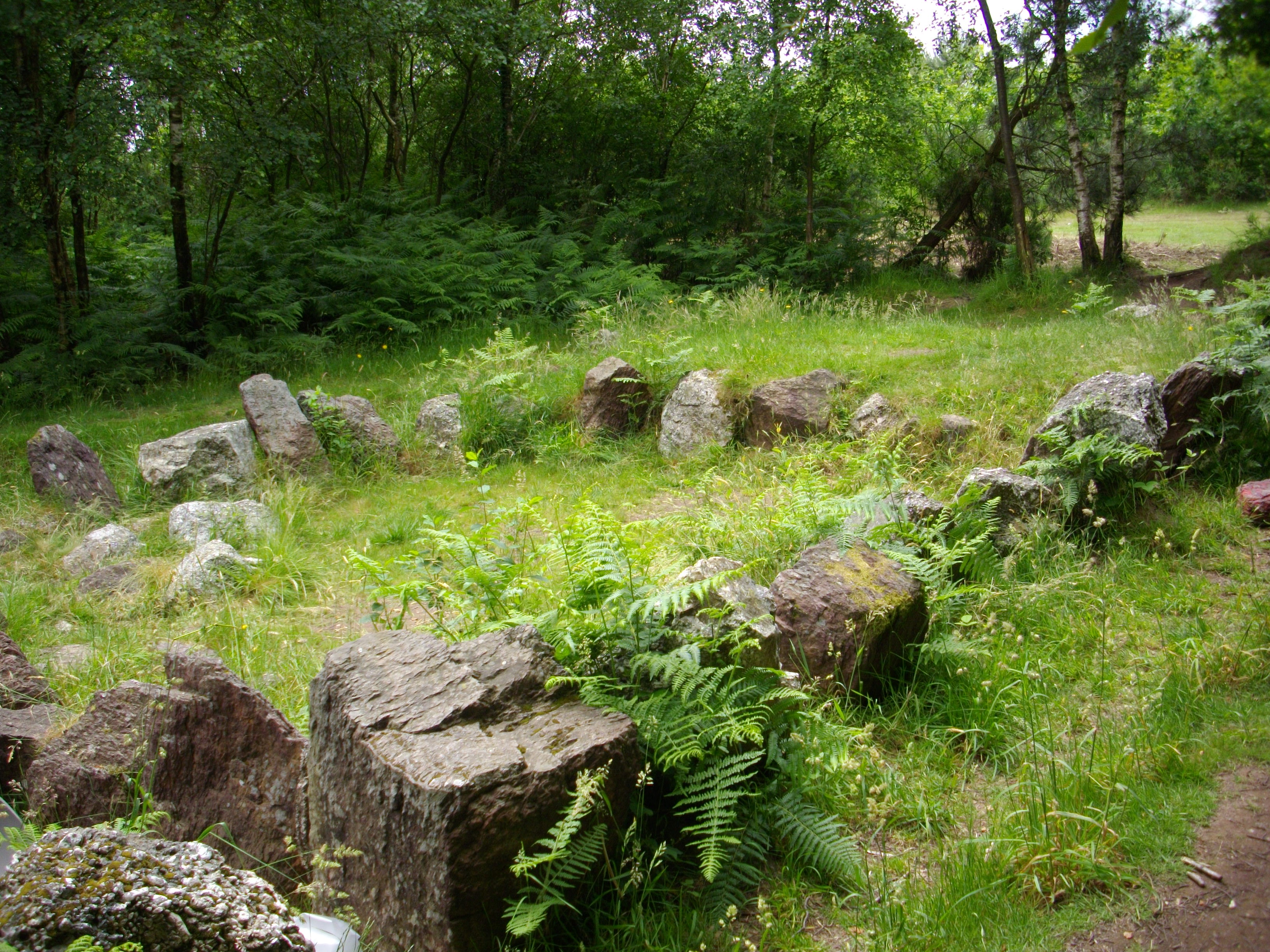
Le Jardin aux Moines.

Le Jardin aux Moines est un site mégalithique, au croisement de la route menant à Mauron et de celle reliant Paimpont à Néant-sur-Yvel. Il est rattaché à cette dernière commune, mais sa légende l'associe au vil seigneur Gastern de Tréhorenteuc. Menant une chasse le jour de la Toussaint, ce mauvais seigneur aurait été pétrifié et changé en pierres blanches avec son équipage, et les moines corrompus qui l'accompagnent. Ce tertre néolithique mesure 25 sur 6 mètres, et remonte à une période située entre 3 000 et 2 000 ans av. J.-C. Les fouilles ont révélé des céramiques et des pointes de flèche en silex.

#### Val sans retour

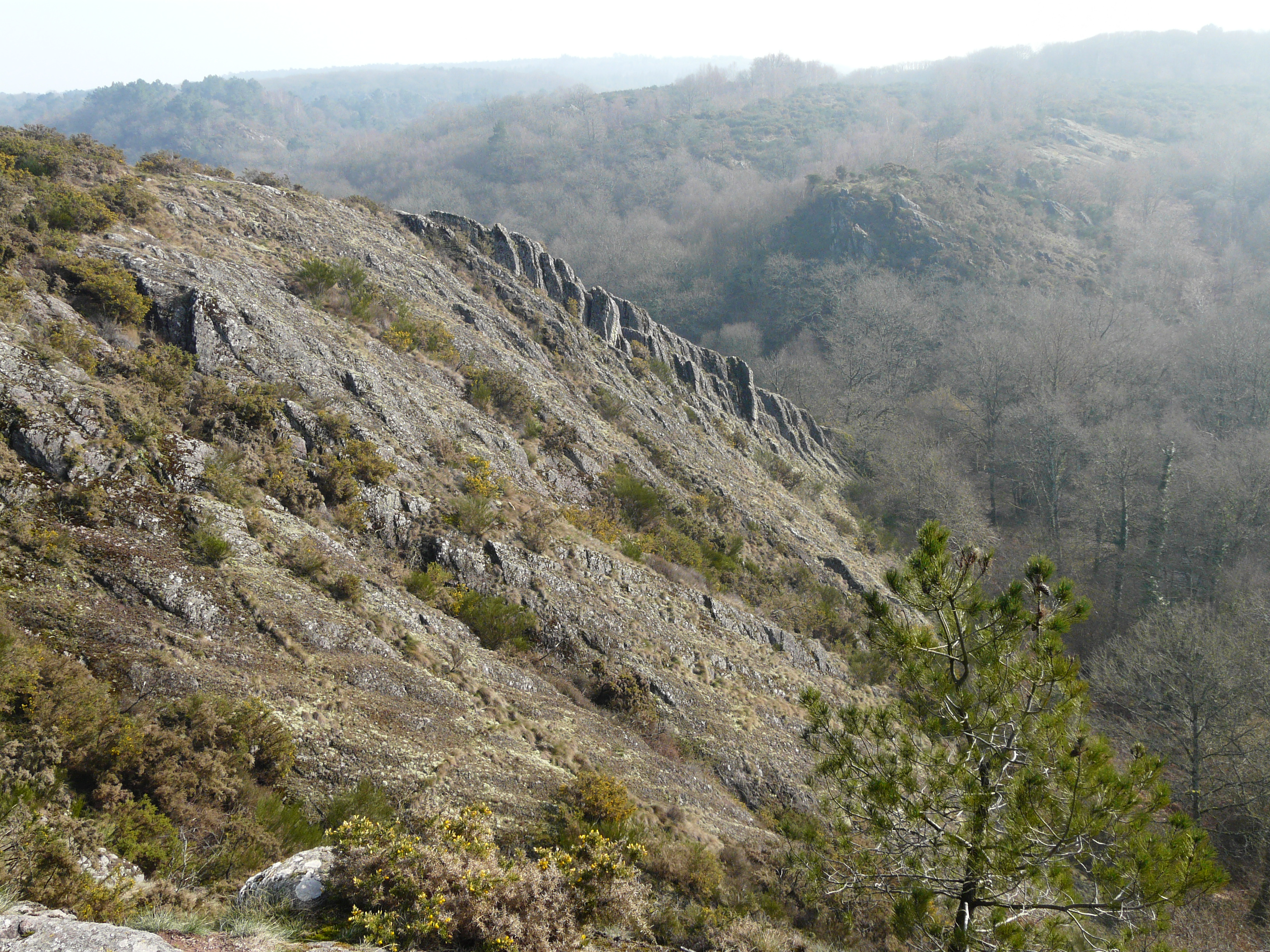
Le Val sans retour : vue panoramique.

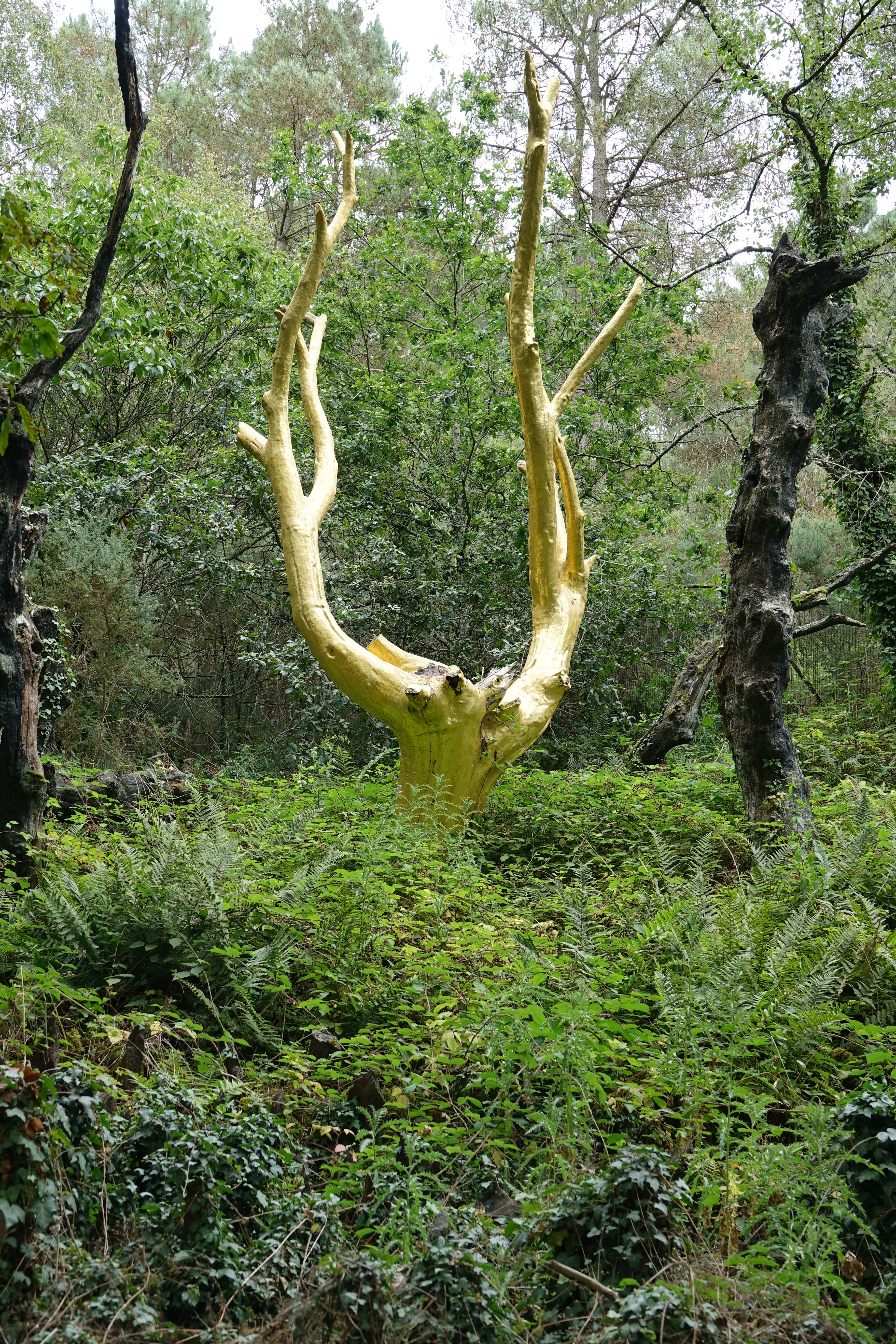
L'Arbre d'or.

Le Val sans retour est un prolongement naturel du massif forestier de Paimpont, dont l'entrée est située près de Tréhorenteuc. À l'origine, il porte le nom de val de Rauco et sert de lieu de pacage pour les animaux. La localisation du légendaire Val sans retour, domaine de la fée Morgane dans la légende arthurienne, s'y substitue vers 1850. Des poteaux indicateurs placés durant la seconde moitié du XIXe siècle entérinent cette nouvelle identité, que Félix Bellamy fixe définitivement dans les années 1890. Le Val sans retour, situé administrativement dans le département d'Ille-et-Vilaine, compte différents points d'intérêt comme la création artistique l’Arbre d'Or, le site mégalithique dit Hotié de Viviane ou Tombeau des druides, le siège de Merlin ou Roche Dentelée (une roche sculptée par l'érosion).

#### Église Sainte-Onenne ou chapelle du Graal

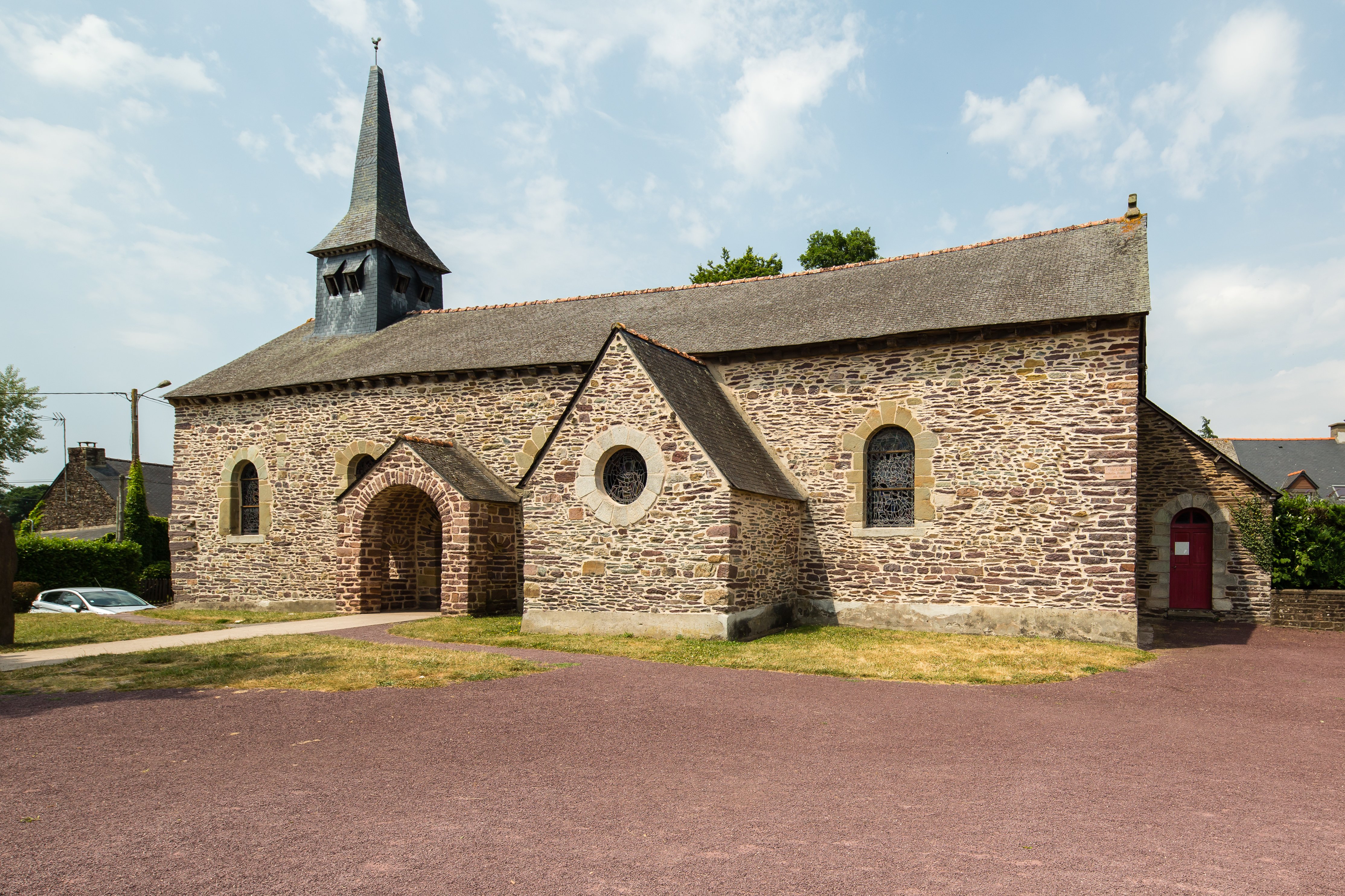
L'église Sainte-Eutrope Sainte-Onenne de Tréhorenteuc aussi nommée « Église du Graal ».

Tréhorenteuc possède une église, dédiée à saint Eutrope (saint patron principal) et à sainte Onenne (patronne secondaire), unique en son genre, dont la restauration et la popularité découlent de l'action de l'abbé Gillard. Alors que l'édifice est en ruine, l'abbé est envoyé dans ce petit édifice en pleine campagne en 1942, en raison de conflits avec sa hiérarchie. Il restaure l'église à ses frais. Le premier vitrail dit « de la Table ronde » est réalisé et posé en 1943 par le peintre verrier nantais Henri Uzureau. En 1945, l'abbé est aidé par deux prisonniers allemands, l'ébéniste Peter Wissdorf, qui fabrique les bancs et la voûte en coque de bateau ainsi qu'un artiste peintre, Karl Rezabeck, qui réalise quatre tableaux représentant à la fois le monde celte, la légende arthurienne et le christianisme.

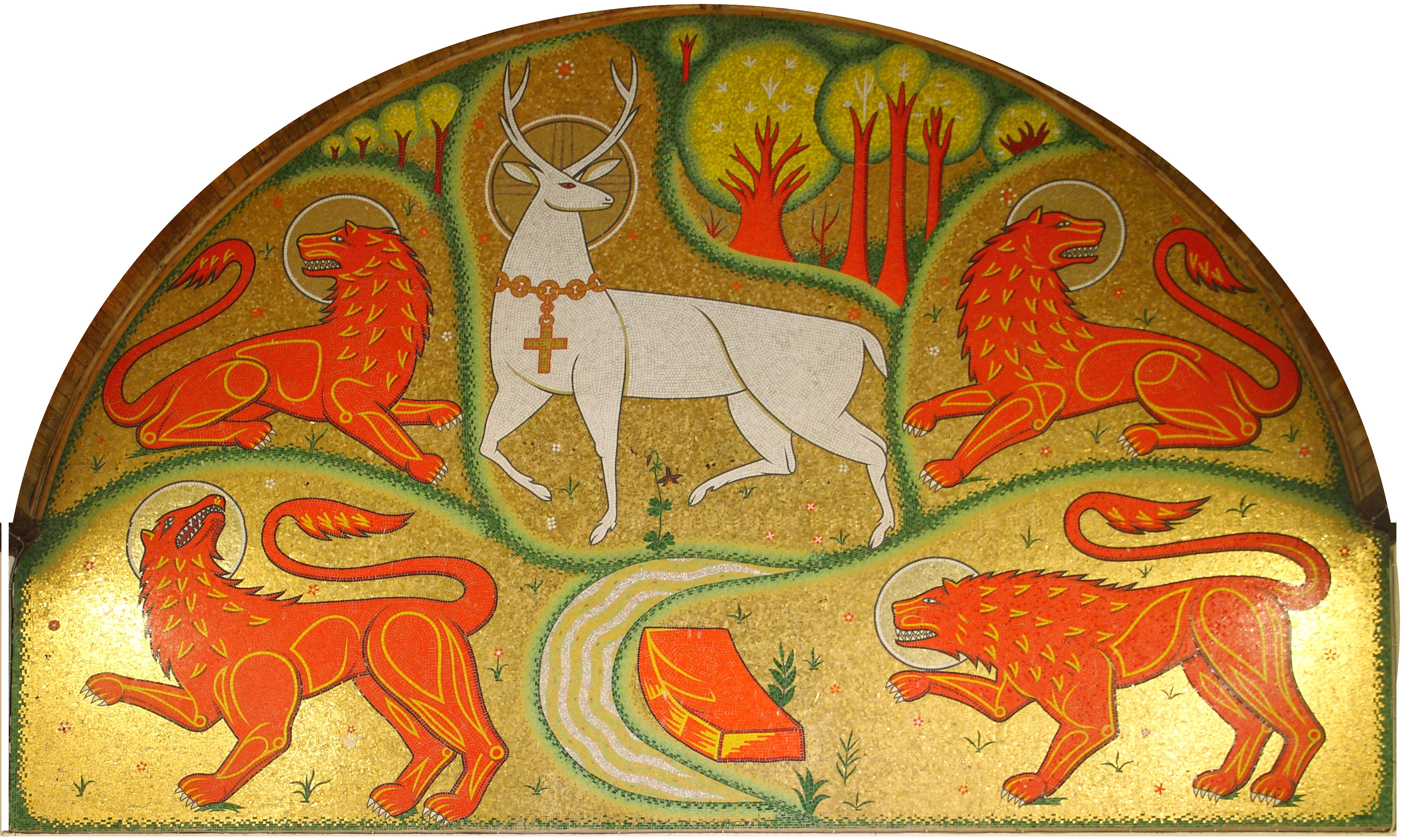
La mosaïque du cerf blanc au collier d'or.

Dans cette église, les vitraux, les tableaux et la mosaïque du Cerf blanc au collier d'or (le cernunnos des Celtes), entouré par quatre lions (symbolisant les Quatre évangélistes) créée par l'artiste contemporain Jean Delpech, représentent des éléments de ces trois mondes que l'abbé veut en harmonie. Pour cela, il trouve un tronc commun entre ces trois mondes, qui est le Graal. Ce dernier est fréquemment représenté, c'est pourquoi l'église porte aussi le nom de chapelle du Graal. Elle est dédiée à sainte Onenne.

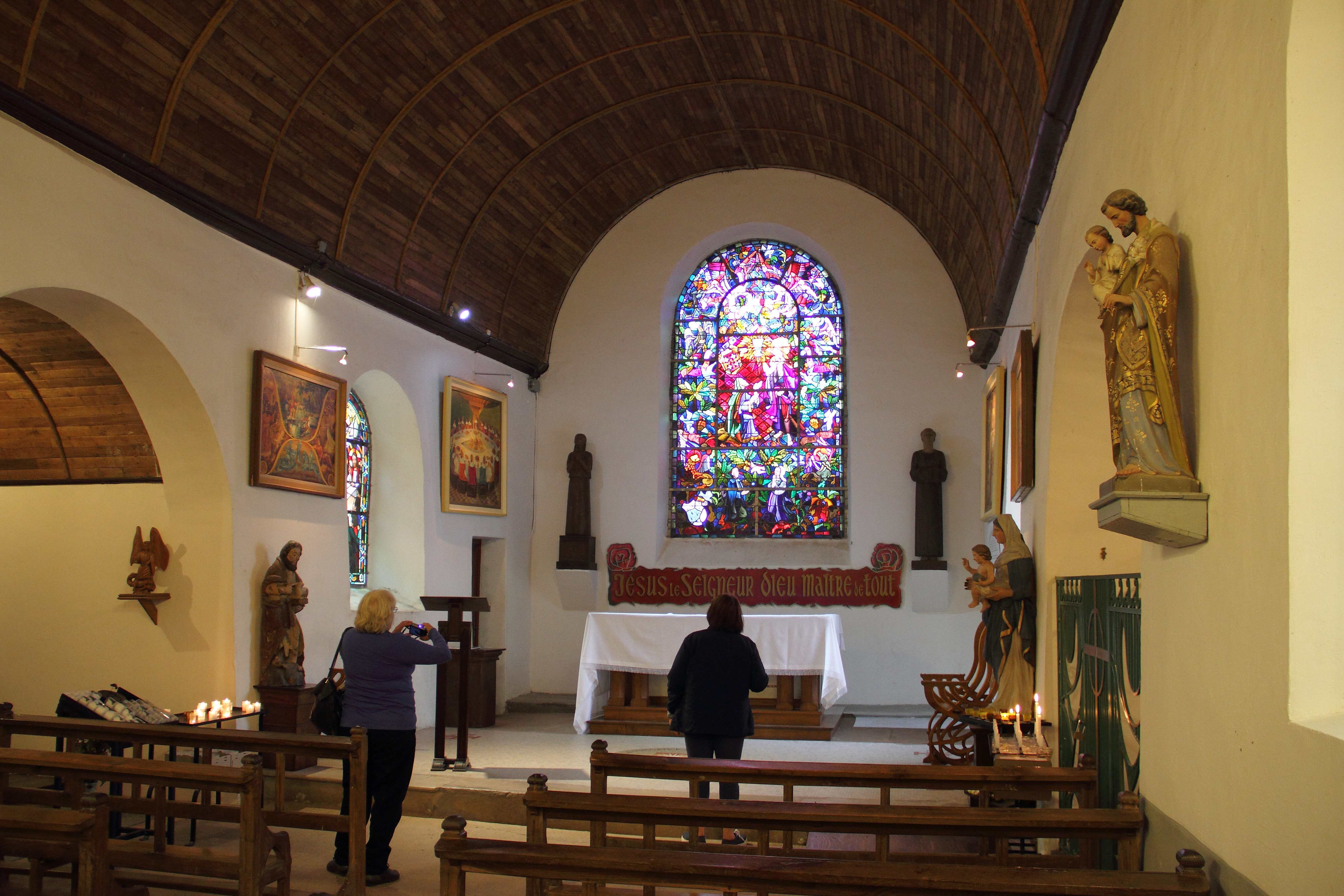
Église de Tréhorenteuc: vue intérieure d'ensemble.
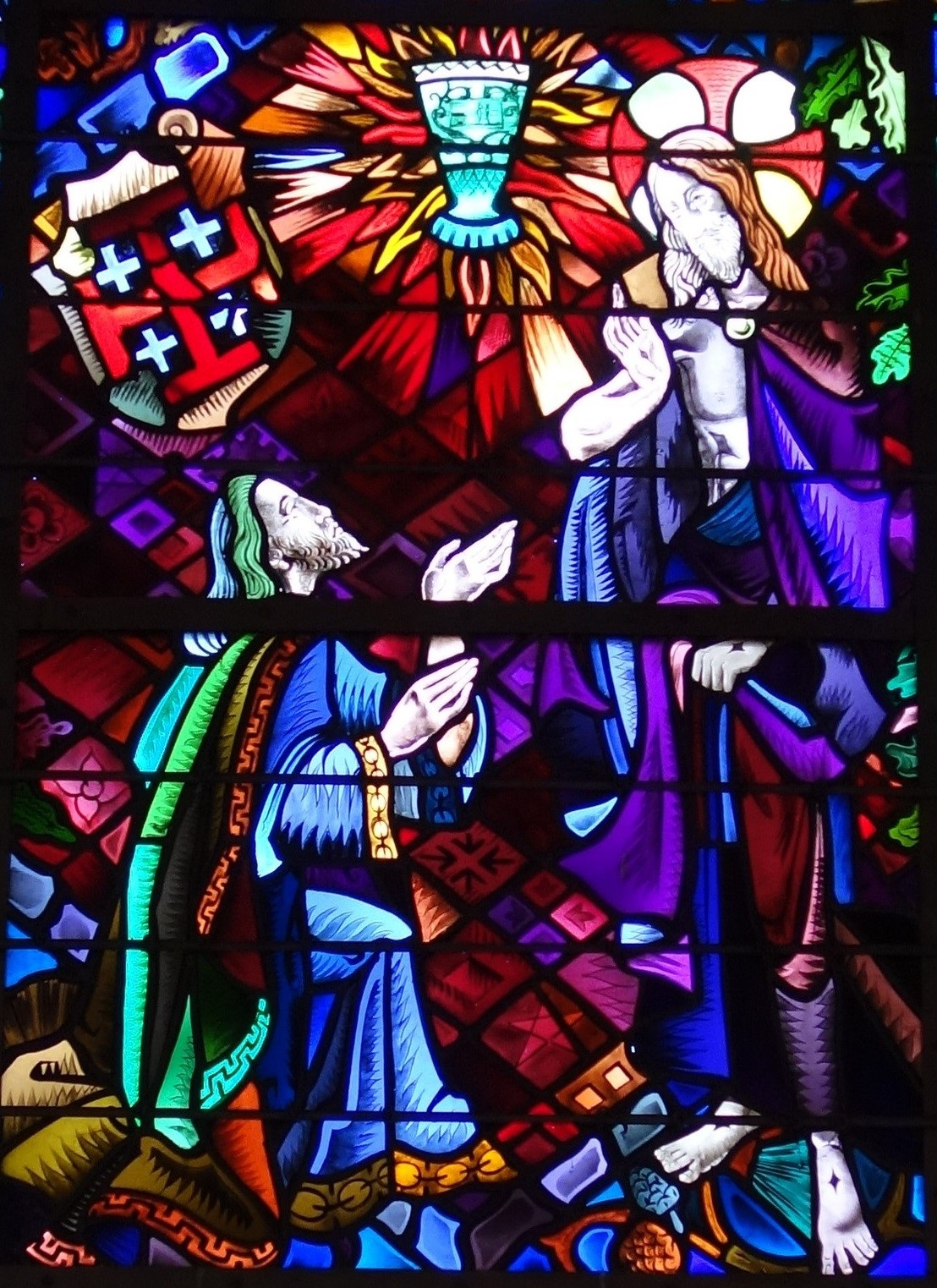
Le grand vitrail.
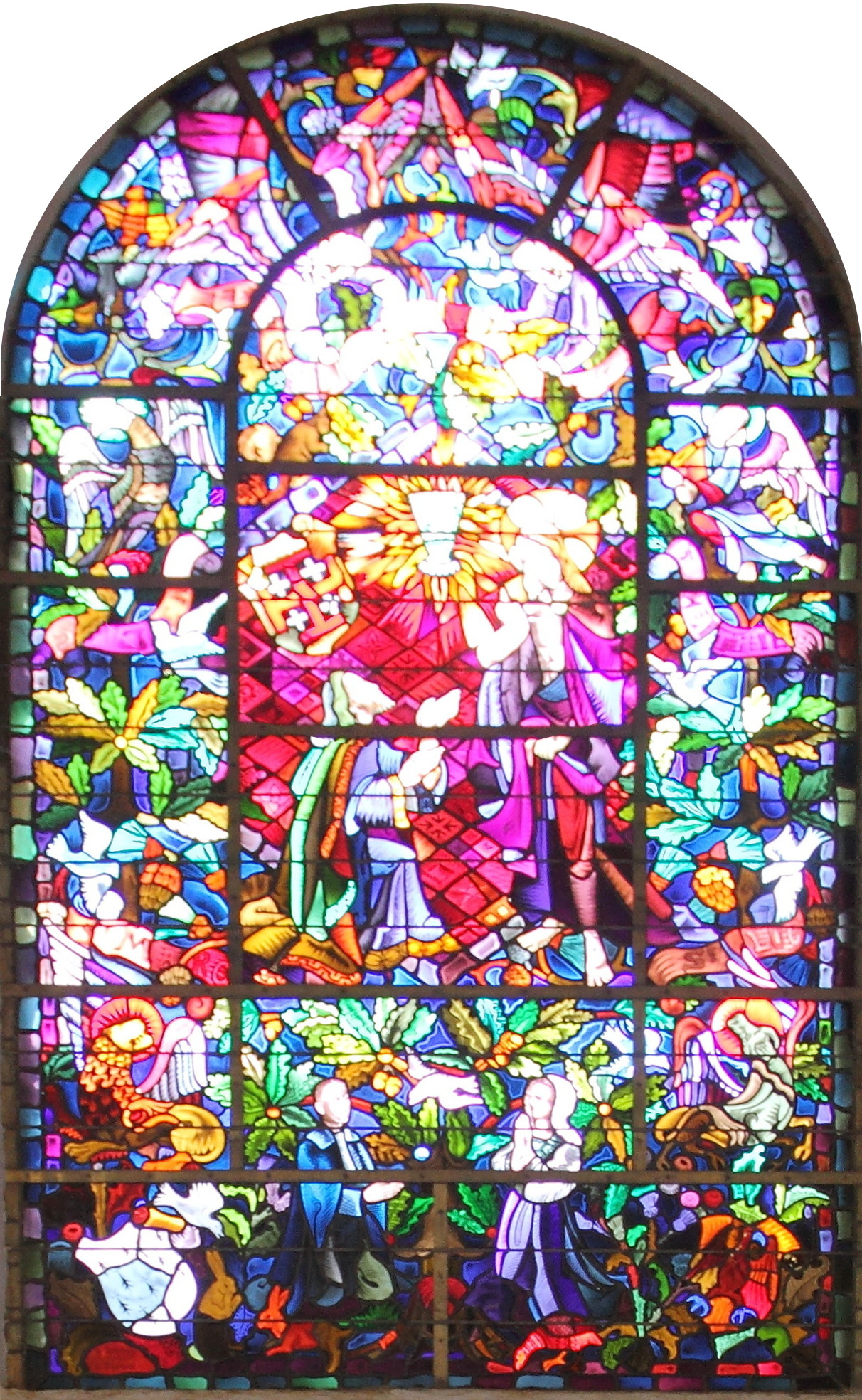
Représentation du Graal.
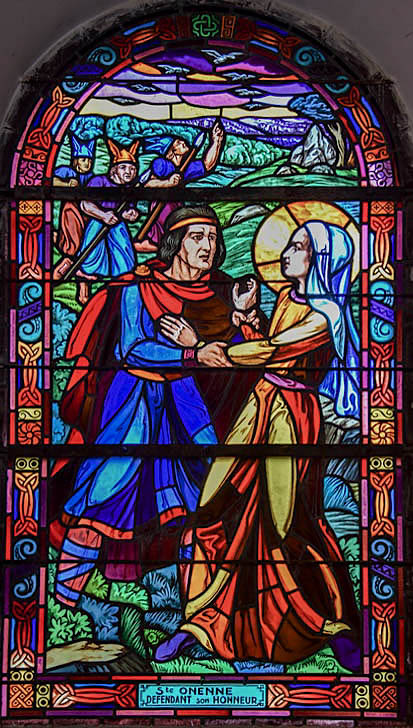
Autre vitrail.

#### La fontaine Sainte-Onenne
La fontaine Sainte-Onenne, près du bourg de Tréhorenteuc, est une source profondément encaissée, aménagée d'une niche décorée d’une statuette de la Vierge, avec une croix de granit au sommet. Au XIXe siècle, des processions se déroulent entre l'église de Tréhorenteuc et cette fontaine, souvent avec la présence d'oies et de canes, mais pas toujours : de nombreux rituels de guérison y sont recensés, consistant à faire tomber de l'eau sur les paupières des enfants malades et à mouiller la chemise des fiévreux. Les femmes peuvent espérer y guérir de l'hydropisie, mais dans les faits, il semblerait que certaines se soient présentées simplement enceintes : la gisante qui se trouvait dans le chœur de l'église de Tréhorenteuc aurait d'ailleurs présenté un ventre plutôt rond. Les paroissiens prennent aussi la bannière de sainte Onenne pour partir en procession.
L'abbé Marot écrit en 1838 que « dans la fontaine Saint-Onène, on mouille la chemise des fiévreux et on la leur fait prendre toute humide ».

## Légende
- La légende de sainte Onenne : il en existe 4 versions, la plus ancienne datant du XVIIIe siècle[81].

## Littérature
- Jean Markale : Menou le Herquellier (conte, 1961)[82].
- Jean Markale : Les lavandières du Rauco (conte collecté par Jean Markale à Tréhorenteuc en 1951)[83].
- Henri Thébault et Patrick Lebrun : Le château de Brocéliande - Les trois Jean de Brocéliande[84].

## Personnalités liées à la commune

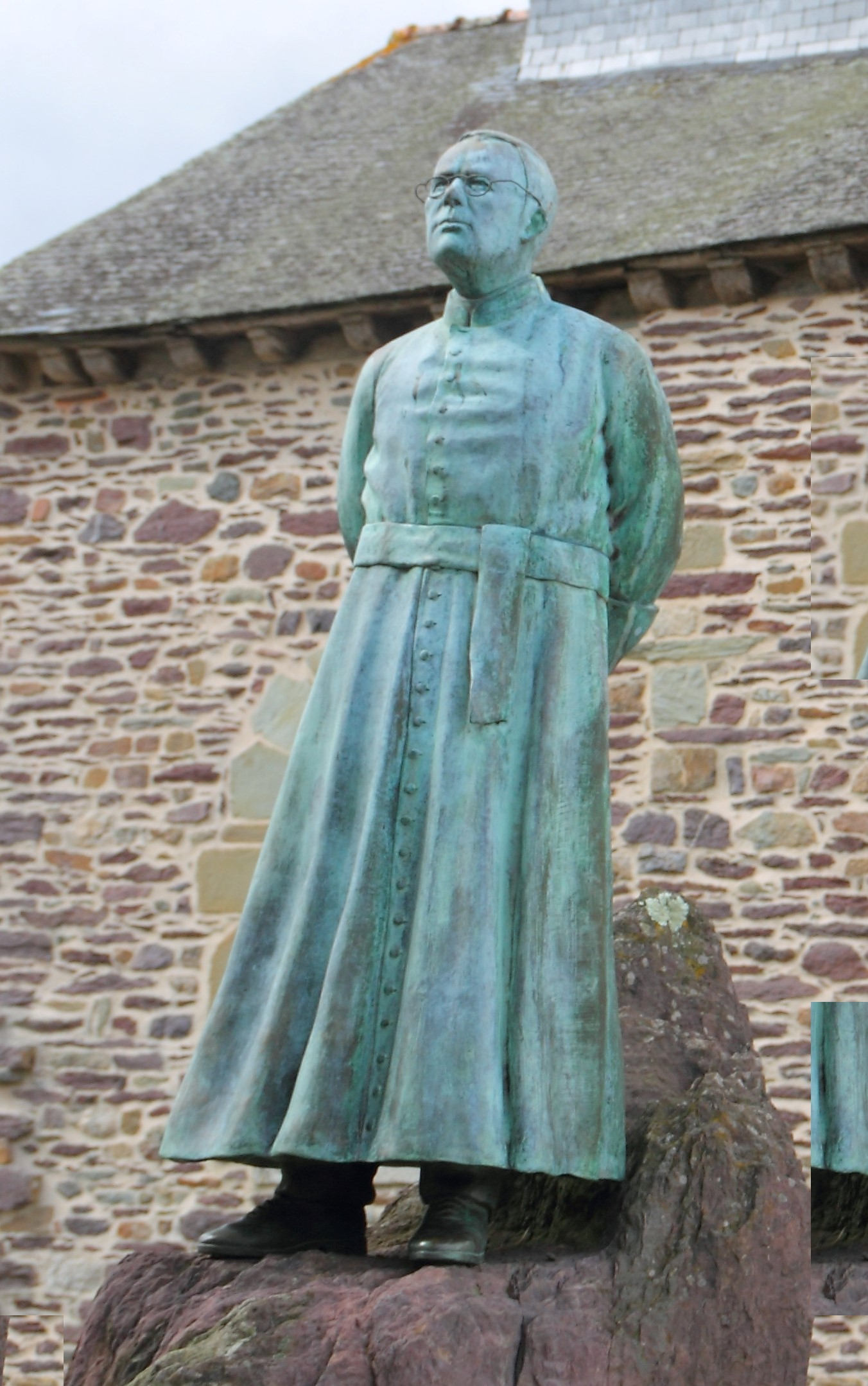
Statue de l'abbé Henri Gillard devant l'église de Tréhorenteuc.

Henri Gillard, le recteur de Tréhorenteuc qui a reconstruit l'église, est sans conteste la personnalité la plus marquante de la commune. Réhabilité par sa hiérarchie, il fut enterré en 1979 sous l'église qu'il avait restaurée. Il a écrit un grand nombre d'ouvrages.